# Peter Jochen Kruse
Peter Jochen Kruse (* 15. Februar 1929 in Wismar; † 3. April 2007 in Maintal) war ein hessischer Politiker (FDP) und Abgeordneter des Hessischen Landtags.

## Ausbildung und Beruf
Peter Jochen Kruse studierte nach dem Abitur Rechts- und Staatswissenschaften in Hamburg und München und arbeitete seit 1960 als selbständiger Rechtsanwalt und Notar in Dörnigheim. Während seines Studiums wurde er 1950 Mitglied der Burschenschaft Arminia, der späteren Münchener Burschenschaft Arminia-Rhenania.
Peter Jochen Kruse war verheiratet und hatte 2 Kinder.

## Politik
Peter Jochen Kruse war Mitglied der FDP und war 1970 bis 1974 Vorsitzender des FDP-Kreisverbands Hanau-Land. 1968 bis 1973 war er Mitglied des Hanauer Kreistags sowie der Stadtverordnetenversammlung in Dörnigheim. Hier fungierte Kruse von 1969 bis 1973 als Vorsitzender der FDP-Stadtverordnetenfraktion.
Vom 21. Mai 1973 (als Nachrücker für Gottfried Voitel) bis zum 30. November 1974 war er Mitglied des Hessischen Landtags.